# 111街車站 (BMT牙買加線)
111街車站（英語：111th Street station）是美國紐約地鐵BMT牙買加線一座隔站停靠的地鐵站，位於皇后區里奇蒙山111街及牙買加大道交界，設有J線（任何時候停站）列車服務。

## 車站結構
| P 月台層 | 側式月台 | 側式月台                                                                                                |
| P 月台層 | 西行慢車 | ← 往寬街 (早上繁忙時段往104街、其餘時間往伍德哈文林蔭路) ← 不停靠                                       |
| P 月台層 | 尖峰快車 | → 無乘客服務                                                                                            |
| P 月台層 | 東行慢車 | → 往牙買加中心-帕森斯／射手 (黃昏繁忙時段往蘇特芬林蔭路-射手大道-JFK機場、其餘時間往121街) → → 不停靠 → |
| P 月台層 | 側式月台 | |
| M        | 夾層     | 閘機、車站詢問處、Metrocard自動售票機                                                                   |
| G        | 街道層   | 出入口                                                                                                  |

此高架車站在1917年5月28日啟用，由布魯克林聯合高架鐵路，取代塞普路斯山成為總站。此站設有兩個側式月台和三條軌道。中央軌道在車站兩端都在止衝擋結束，並設有連接線連接兩條慢車軌道。該軌道只用作儲車之用。1917年至1950年間曾用於讓BMT萊辛頓大道高架鐵路的列車調頭之用。此軌道同時還有另一個功用，BMT牙買加高架鐵路在121街以北拆除興建射手大道線時用於儲車。

## 外部連結
- 111th Street entrance from Google Maps Street View
- Platforms from Google Maps Street View （页面存档备份，存于）